# Дом (роман Робинсон)
«Дом» (англ. Home) — роман американской писательницы Мерилин Робинсон, опубликованный в 2008 году. В нём рассказывается о жизни семьи Боутон, которая живёт в вымышленном городе Гилеад (штат Айова). Книга получила одну из книжных премий Los Angeles Times за 2008 год и премию «Оранж» за 2009 год, она была финалистом Национальной книжной премии 2008 года.
«Дом» был назван одной из «100 выдающихся книг 2008 года» по версии New York Times, одной из «лучших книг 2008 года» по версии Washington Post, одной из «любимых книг 2008 года» по версии Los Angeles Times, одной из «лучших книг 2008 года» журнала San Francisco Chronicle, а также одной из десяти любимых книг 2008 года книжного обозревателя The New Yorker Джеймса Вуда.
В 2023 году стало известно, что Мартин Скорсезе готовится экранизировать «Дом».